# Боа де Ган
Боа де Ган (фр. Bois-de-Gand) насеље је и општина у источној Француској у региону Франш-Конте, у департману Јура која припада префектури Доле.
По подацима из 2011. године у општини је живело 58 становника, а густина насељености је износила 17,85 становника/km². Општина се простире на површини од 3,25 km². Налази се на средњој надморској висини од 216 метара (максималној 226 m, а минималној 204 m).

## Демографија
| 1962. | 1968. | 1975. | 1982. | 1990. | 1999. | 2011. |
| ----- | ----- | ----- | ----- | ----- | ----- | ----- |
| 62    | 69    | 64    | 63    | 51    | 62    | 58    |

График промене броја становника у току последњих година